# Franz Hieß

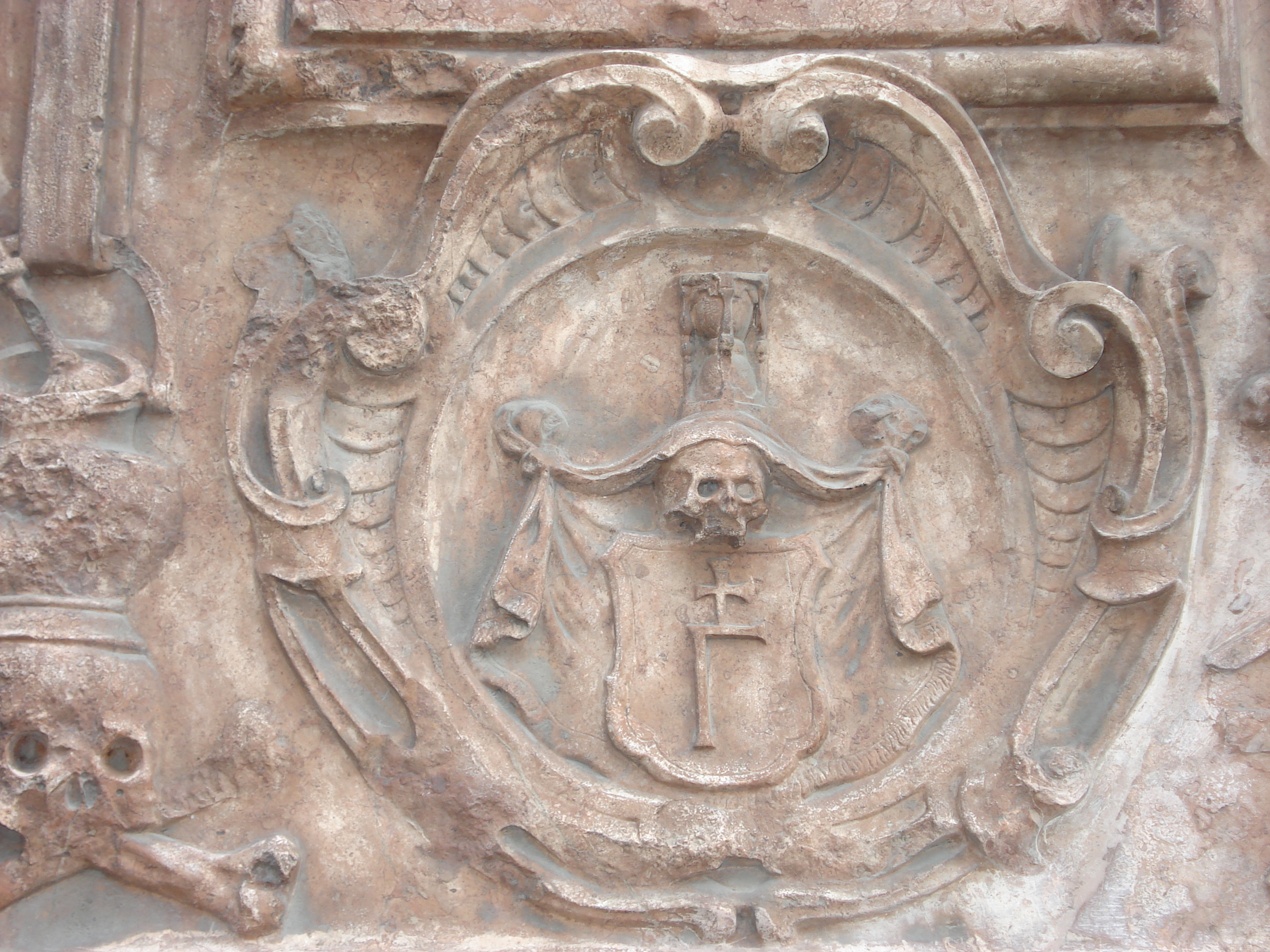
Steinmetzzeichen Franz Hieß

Franz Hieß (* 1641 in Eggenburg, Niederösterreich; † 2. Dezember 1675 in Wien) war ein österreichischer Steinmetzmeister und Bildhauer des Barock und Untervorsteher der Wiener Bauhütte.
Die Eggenburger Viertellade des Steinmetz- und Maurerhandwerkes war der uralten Wiener Hauptlade inkorporiert.

## Leben
Franz Hieß lernte in Eggenburg das Steinmetzhandwerk. Die landesfürstliche Viertel-Stadt Eggenburg war Sitz zahlreicher Zünfte und durch die großen Steinbrüche mit dem weißen Bildhauerstein das bedeutendste Steinmetzzentrum in Niederösterreich. Meister in einer Steinmetzbruderschaft zu werden war ein „steiniger“ Weg, oft führte er über die Heirat mit einer Meisterswitwe.
Eggenburg gehörte zum Einzugsgebiet der Wiener Haupthütte. Der Geselle Franz Hieß suchte beim Wiener Steinmetzhandwerk um Arbeit an und wurde dem Meister Hans Khain zugeteilt. Der Meister starb, die Witwe hatte das Recht, den Betrieb ein Jahr mit einem Gesellen weiterzuführen, dann musste sie sich im Gewerbe verheiraten. Die Verbindung der Witwe Katharina Khainin mit dem Gesellen Franz Hieß wurde vereinbart, und am 20. Mai 1665 erschien der junge Geselle vor dem Handwerk und bat, ihm das Meisterstück aufzugeben, was dann auch am 2. Juni 1665 geschah. 
Am Tag davor, am 1. Juni 1665 heiratete er die Witwe Katharina, im Stephansdom, einer der Trauzeugen war der Dombaumeister Adam Haresleben.

## Meisterschaft
Am 27. Juli 1665 legte er das Meisterstück vor und es wurde für „gerecht und guett erkhendt“'. Dennoch wurden auch bei ihm Mängel gefunden, wofür er eine Strafe von acht Reichstalern zu erbringen hätte. Er übernahm das Khainsche Handwerk.
Ein Jahr später, am 26. Juni 1666, verfasste Katharina ihr Testament. Erbetene Zeugen waren Adam Haresleben und Urban Illmayr. Zu diesem Zeitpunkt war der Haushalt von Franz Hieß sehr bescheiden.

## Hausbesitzer
In den Jahren 1667 bis 1671 war Hieß Mieter im Kärntnerviertel und veränderte sich in den Jahren 1673 bis 1675 zum wohlhabenden Hauseigentümer in der Krugerstraße Nr. 40 (alt Nr. 1013) ident mit Walfischgasse 7. Ursprünglich standen dort drei Häuser. Das Haus „B“ kaufte der Mehlmesser Jacob Franz am 8. Juli 1671 für Meister Hieß und seine Frau Helene.

## Lehrmeister
Am 25. März 1667 sprach er Peter Khurmayer von Wien, seinen ersten Lehrling frei. Die übliche Formulierung dazu lautete ... zu rechten Steinmetzen gemacht worden und ist ihnen die Haimblichkeit anvertraut worden. Weitere Gesellen wurden am 25. November 1669 Zacharias Prunner und Valentin Wittmann, beide aus Wien. In seinem letzten Lebensjahr erfolgte am 17. Februar 1675 die Freisprechung von Michael Reichhart aus St. Peter in Ungarn und Johann Georg Prunner aus Wien.
Am 21. Mai 1675 wählten ihn die Meister auf dem Rathaus zum Unterzechmeister. Das war der übliche Beginn einer Berufskarriere. Im Jahr darauf folgte regelmäßig die Wahl zum Obervorsteher, das erlebte Franz Hieß nicht mehr.

## Testament

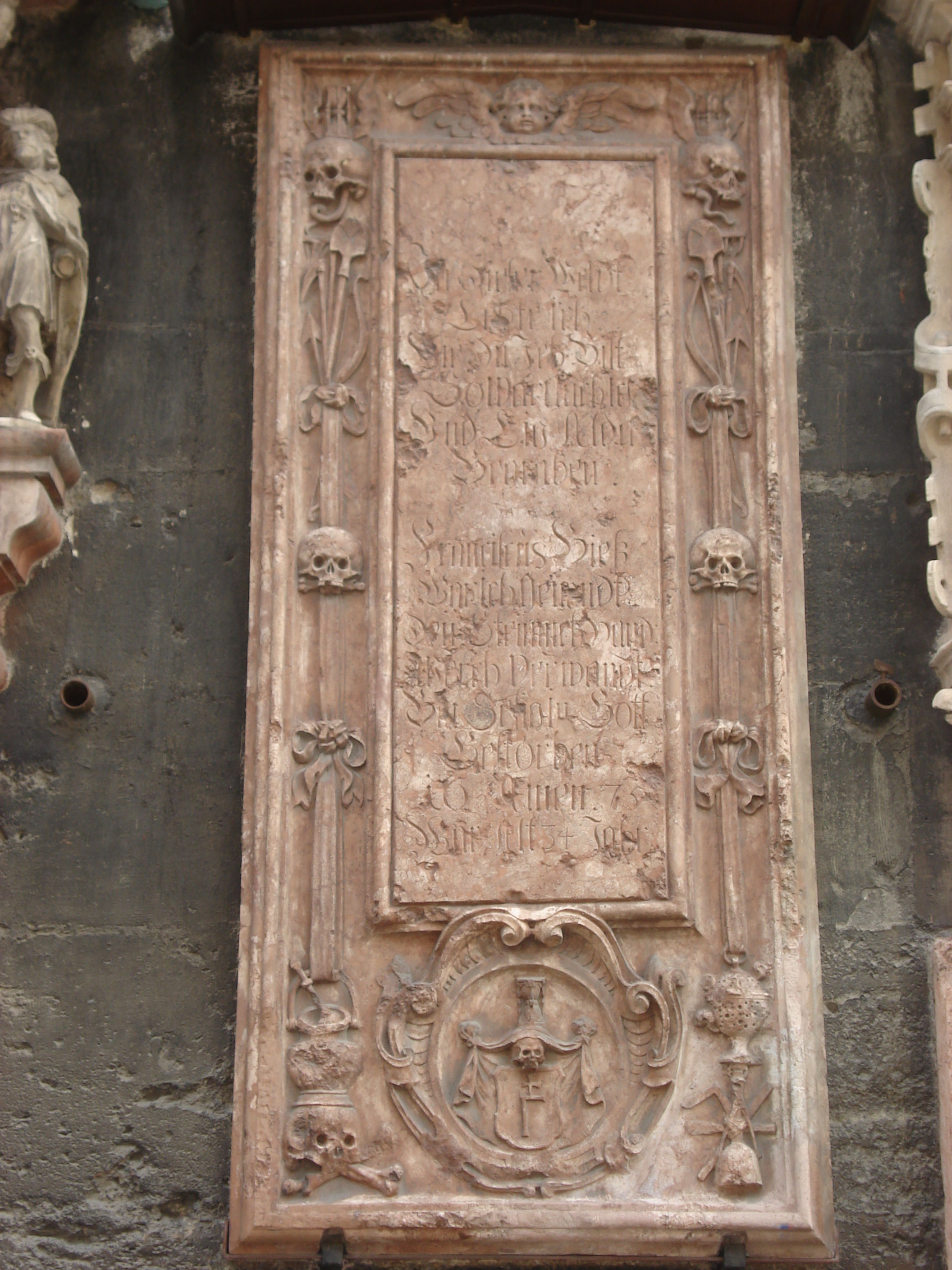
Epitaph

Der junge Witwer hatte sich mit Helene N. wieder verheiratet, laut gemeinsamen Testament vom 14. Juli 1675 kam das Haus beim Tod des Meisters an seine Witwe Helene, nachmals verehelichte Gräff.
Einige Passagen daraus:
- ... die todten leuchnamb sollen christlich catholischen gebrauch nach bey St. Stephans khürchen auf dem freythoff an das von unß erkhaufften orthl, ...
- meinem lieben bruder Paul Hieß, bürgerlicher Steinmetzmeister ... 600 Gulden
- Er vererbte den Kindern seiner ersten Frau Hanß Gottfridt und Elisabetha, ... deren pfleg vatter ich lange jahr gewesen bin ... Erbetene Zeugen waren Adam Haresleben, Matthias Knox und Urban Illmayr.

## Tod
Im Totenprotokoll am 2. Dezember 1675 heißt es: „Franz Hieß, burger und steinmez, in sein Haus in der Khruegstrassen, ist an der hectica verstorben, alt 34 Jahre“. Seine Steinmetzhütte übernahm David Khöll. 
Meister Franz Hieß hatte sich vom armen bis zum wohlhabenden Meister hochgearbeitet. Das wird auch durch das kunstvoll gestaltete Epitaph an der Westfassade des Stephansdoms aufgezeigt. Aus rotem Marmor gearbeitet, unten in einer Kartusche Totenkopf und Steinmetzzeichen.